# Čakanovce (Banská Bystrica)
Čakanovce (in ungherese Csákányháza, in tedesco Kappel) è un comune della Slovacchia facente parte del distretto di Lučenec, nella regione di Banská Bystrica.

## Storia
Il villaggio viene citato per la prima volta nel 1439 (con il nome di Chakanhaza) come sede di un convento, ma in realtà le sue origini risalgono almeno al XIII secolo. La località appartenne a vari signorotti locali. Dal 1554 al 1595 venne occupato dai Turchi. Dal 1938 al 1944 appartenne all'Ungheria.

## Composizione etnica
Nel 2001 Čakanovce aveva 931 abitanti, di cui 669 di etnia ungherese, 157 rom e 100 slovacchi.